# Scarus schlegeli
Scarus schlegeli es una especie de peces de la familia Scaridae en el orden de los Perciformes.

## Morfología
Los machos pueden llegar alcanzar los 40 cm de longitud total.

## Distribución geográfica
Se encuentra al este del Índico (isla de Navidad) y desde las islas Molucas (Indonesia) hasta las Tuamotu, las islas Ryukyu y la Gran Barrera de Coral.